# Czarownica (film 1922)
Czarownica albo Czarnoksięstwo na przestrzeni wieków (szwed. Häxan: Ett kulturhistoriskt föredrag i levande bilder) – szwedzko-duński horror dokumentalny z 1922 roku w reżyserii Benjamina Christensena.

## Obsada
- Benjamin Christensen – Diabeł
- Ella la Cour – Karna
- Emmy Schønfeld – asystentka Karny
- Kate Fabian – stara panna
- Oscar Stribolt – gruby mnich
- Wilhelmine Henriksen – Apelone
- Astrid Holm – Anna
- Elisabeth Christensen – matka Anny
- Karen Winther – siostra Anny
- Maren Pedersen – czarownica
- Johannes Andersen – sędzia o. Henrik
- Elith Pio – sędzia Johannes
- Aage Hertel – sędzia
- Ib Schønberg –  sędzia
- Holst Jørgensen –  Peter Titta
- Clara Pontoppidan – siostra Cecilia
- Elsa Vermehren – chłoszcząca się zakonnica
- Alice O'Fredericks – zakonnica
- Gerda Madsen – zakonnica
- Karina Bell – zakonnica
- Tora Teje – histeryczka
- Poul Reumert – jubiler
- H.C. Nilsen – asystent jubilera
- Albrecht Schmidt – psychiatra
- Knud Rassow – anatom